# Luther (Michigan)
Pour les articles homonymes, voir Luther (homonymie).
Luther est un village du comté de Lake, dans l'État du Michigan, aux États-Unis. En 2020, il comptait une population de 332 habitants.